# Козли (Люблінське воєводство)
Козли (пол. Kozły) — село в Польщі, у гміні Ломази Більського повіту Люблінського воєводства. Населення — 177 осіб (2011).

## Історія
У часи входження до складу Російської імперії належало до Радинського повіту Сідлецької губернії.
За даними етнографічної експедиції 1869—1870 років під керівництвом Павла Чубинського, у селі здебільшого проживали греко-католики, усе населення розмовляло українською мовою.
У 1975—1998 роках село належало до Білопідляського воєводства.

## Демографія
Демографічна структура станом на 31 березня 2011 року:
|          | Загалом | Допрацездатний вік | Працездатний вік | Постпрацездатний вік |
| -------- | ------- | ------------------ | ---------------- | -------------------- |
| Чоловіки | 82      | 18                 | 57               | 7                    |
| Жінки    | 95      | 22                 | 44               | 29                   |
| Разом    | 177     | 40                 | 101              | 36                   |